# Federația de Fotbal din India
Federația de Fotbal din India (engleză All India Football Federation, hindi अखिल भारतीय फुटबॉल महासंघ) este forul ce guvernează fotbalul în India. Se ocupă de organizarea echipei naționale și a altor competiții de fotbal din stat cum ar fi I-League. A fost unul din cei 4 membrii fondatori ai AFC.